# 앨버트 라이스
앨버트 엘빈 라이스(Albert Elvin Rice, 1845년 9월 24일 ~ 1921년 9월 21일)는 미국의 언론사 대표를 지낸 전력이 있는 행정관료 겸 정치인이다.

## 주요 경력

### 주요 이력
노르웨이 출생인 그는 1848년 3세 시절 일가족과 함께 미국 이주를 하였고 그 후 1869년에서 1880년까지 언론사 대표를 11년간 지내다가 그만두고 1880년 행정정치 분야에 입접한 그는 그로버 클리블랜드 대통령과 벤저민 해리슨 대통령 시절에 미국 지방자치행정실무부 영수로 이름을 날렸다.